# エゾノヨロイグサ
エゾノヨロイグサ（蝦夷の鎧草、学名: Angelica sachalinensis）は、セリ科シシウド属の多年草。

## 特徴
茎はふつう紫色を帯び、直立して高さ1-2m、太さは径1-3cmになり、中空で、上部は分枝し、しばしば上部の節に細かい毛状突起がある。長い葉柄があり、葉は大型の三角形で、長さ幅ともに30-50cmになり、2-3回3出羽状複葉で、さらに2-3裂することがある。小葉は質がやや厚く、裏面は白色を帯び、長楕円形から狭卵形で、長さ9-20cm、幅4-9cm、先は鋭尖頭または鋭頭、縁は鋭鋸歯になり、基部は切形または広いくさび形となり、しばしば小葉柄に翼状に流れる。茎の上部の葉は小さく退化し、葉柄の基部は倒卵形に鞘状になってふくらむ。
花期は7-8月。茎先や分枝した枝の先端に、細かい毛状突起のある大型の複散形花序をつけ、径3mmの白色の小型の5弁の花を多数、密につける。花はときに淡紅色を帯びることがある。複散形花序の下に総苞片は無く、小花序の下に小総苞片は無いかまたは少数個ある。花柄は30-60個あり、長さ5-8cmになり、小花柄は細く40-60個あり、長さは5-15mmになる。果実は楕円形で、長さ6-10mmになり、分果の背面に3脈あり、側隆条は扁平で広い翼が張り出す。油管は、分果の表面側の各背溝下に1個ずつ、分果が接しあう合生面に2個ある。

## 分布と生育環境
日本では、本州（中部地方以北および山陰地方）、北海道に分布し、山地の林縁など、日当たりのよい場所に生育する。世界では、朝鮮半島、中国大陸（東北部）、樺太、ウスリー、シベリア東部に分布する。

## 名前の由来
和名エゾノヨロイグサは、「蝦夷の鎧草」の意で、「鎧草」とは、同属のヨロイグサ A. dahurica のことで、2-4回3出羽状複葉の小葉の連なるようすを、鎧の「板」や「草摺」に見立てたもの。「蝦夷の」とは、そのヨロイグサに似て、北海道に産することによる。
種小名 sachalinensis は、「サハリン（樺太）の」の意味。

## ギャラリー
- 白色の小さな花を大型の複散形状に密につける。
- 花に細かい毛状突起があり、複散形花序の下に総苞片は無い。
- 小花序の下に小総苞片は無いかまたは少数個ある。写真では1個確認できる。
- 下部の葉は大型の2-3回3出羽状複葉。葉質は厚い。茎は紫色を帯びる。
- 茎の高さは2ｍになる。
青森県種差海岸

## 下位分類
次のような下位分類を認める場合がある。
- ミチノクヨロイグサ Angelica sachalinensis Maxim. var. glabra (Koidz.) T.Yamaz.[10] - 本州の青森県から石川県までの日本海側の低山地に分布する。油管は、分果の表面側の各背溝下に1-2個ずつ、分果が接しあう合生面の左右に扁平なものが2-3個ずつある[11]。
- ホソバノヨロイグサ Angelica sachalinensis Maxim. var. kawakamii (Koidz.) T.Yamaz.[12] - 利尻島、礼文島に分布し、葉幅が細く、果実が小さい[13]。
- ケエゾノヨロイグサ Angelica sachalinensis Maxim. var. sachalinensis f. pubescens (T.Yamaz.) T.Yamaz.[14]
- サンインヨロイグサ Angelica sachalinensis Maxim. var. sachalinensis f. saninensis T.Yamaz.[15] - 同属のシシウドに似る。本州の近畿地方北部、山陰地方に分布する。葉裏は白くならなく、葉裏に毛がない。油管は、分果の表面側の各背溝下に 1個ずつの太いものがあり、しばしば細い油管もある[13]。